# سفامایسین

ساختار هسته سفامایسین‌ها.

سفامایسین‌ها (به انگلیسی: Cephamycin) گروهی از آنتی‌بیوتیک‌های بتا-لاکتام هستند. آنها بسیار شبیه سفالوسپورین‌ها هستند و گاه به عنوان سفالوسپورین طبقه‌بندی می‌شوند. 
مانند سفالوسپورین‌ها، سفامایسین‌ها نیز شامل هسته سفم هستند. برخلاف بیشتر سفالوسپورین‌ها، سفامایسین‌ها یک آنتی‌بیوتیک بسیار کارآمد در برابر میکروب‌های بی‌هوازی هستند. 
سفامایسین‌ها در اصل توسط  استرپتومایسس تولید می‌شوند، اما به صورت مصنوعی نیز تولید شده‌اند.

## مثال‌ها
سفامایسین‌ها عبارت‌اند از: 
- Cefoxitin [۱]
- Cefotetan [۲]
- Cefmetazole [۳]